# Sitticher Handschrift

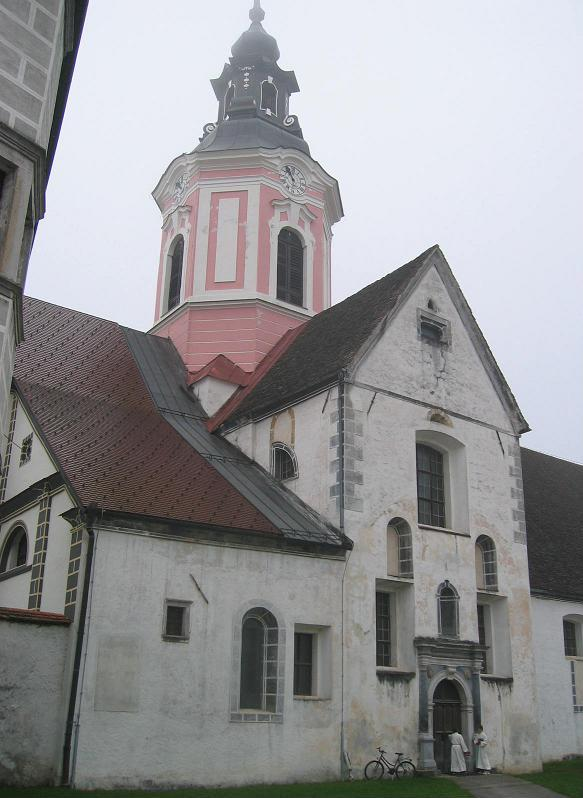
Sitticher Klosterbasilika

Die Sitticher Handschrift (Stiški rokopis) ist ein slowenisches Manuskript, das im ausgehenden Mittelalter im Kloster Sittich entstand. Sie wird in der Bibliothek der Universität Laibach (NUK – Narodno univerzitetna knjižnica – Volks- und Universitätsbibliothek) aufbewahrt, deshalb wird die Handschrift auch  Laibacher Handschrift (Ljubljanski rokopis) genannt.

## Inhalt
Es handelt sich um eine Sammlung von Gebeten und von Mustern für Predigten.  Die Handschrift umfasst: 1. Die Anrufung des Hl. Geistes vor der Predigt (Milost ino gnada našega gospudi – Die Barmherzigkeit und die Gnade unseres Herrn). 2. Das Gebet Salve Regina. (Čestjena bodi kraleva mati te milosti – Gebenedeit seist Du Königin der Gnaden). 3. Zwei Muster für die Beichte. 4. Einige slowenische Ausdrücke als Glossen und den Beginn eines alten österlichen Liedes (Naš gospud je od smrti vstal – Unser Herr ist vom Tode auferstanden…). Die Texte stammen noch aus dem 13. und 14. Jahrhundert. Gebetet oder gesungen wurden sie bei der Predigt.

## Entstehung
Die Handschrift ist im Unterkrainer Dialekt mit einigen deutschen Wörtern vermischt verfasst worden. Sie entstand in zwei Phasen: Den ersten Teil hat in den Jahren 1420 bis 1430 ein aus Tschechien stammender Ordensbruder als Handbuch für den seelsorgerischen Dienst aufgeschrieben, der die Muster für das Gebet mit den Gläubigen beim Gottesdienst benötigte. Nach Pater Grebenc soll der Verfasser der Handschrift Martin geheißen haben. Er sei nicht vor den Hussiten nach Sittich geflohen, wie behauptet wird, sondern er war ein Mann von unruhigem Geist, der eben in die weite Welt hinauswollte. Seine Orthographie war vorhussitisch. Der zweite Teil entstand um 1440. Er nützte die gleiche tschechische Orthographie, zeigte jedoch sprachlich keinen tschechischen Einfluss. Der zweite Teil umfasst das erwähnte Osterlied sowie eine öffentliche Beichtformel. Im zweiten Teil lassen sich inhaltliche Parallelen zu den Freisinger Denkmälern erkennen, gemeinsame Vorlagen werden jedoch ausgeschlossen.

## Bedeutung
Die Sitticher Handschrift ist das drittälteste slowenische Sprachzeugnis. Der Beginn der slowenischen Schriftsprache wird erst hundert Jahre später mit der Reformationszeit angesetzt. Mittelalterliche slowenische Sprachzeugnisse sind aufzählbar rar.

## Belege
1. ↑  Kodeks - Stishki rokopis. In: kodeks.uni-bamberg.de. Abgerufen am 14. November 2016.
2. ↑  eingeschränkte Vorschau in der Google-Buchsuche
3. ↑  eingeschränkte Vorschau in der Google-Buchsuche